# Gallaba diplocycla
Gallaba diplocycla är en fjärilsart som beskrevs av Turner 1931. Gallaba diplocycla ingår i släktet Gallaba och familjen tandspinnare. Inga underarter finns listade i Catalogue of Life.